# Dux (titel)
Dux (meervoud: duces) is Latijn voor "leider" (van het zelfstandig naamwoord dux, ducis). In latere tijden kennen we de varianten doge en duce, etc..

## Functie

### Romeinse Rijk
Oorspronkelijk was hij een tussenpersoon tussen de Praefectus praetorio, bestuurlijke macht en de Magister militum, militaire macht en moest hij toezicht houden op de logistieke en financiële middelen. Naarmate de hervormingen in het Romeinse Rijk wijzigden, werd de functie specifieker, bijvoorbeeld : dux provinciae illius (een binnen provincie) of  dux limitis provinciae illius (grensprovincie).
Tijdens de Tetrarchie van Diocletianus, werd het rijk ingedeeld in diocesen met aan het hoofd, een vicarius. Eerst werd de vicarius bijgestaan door een dux, later, onder keizer Valentinianus I werd de titel gelijkgesteld en zo werd hij het hoofd van een diocees.
In het Romeinse Rijk stond de titel dux onder de titel comes (graaf).